# Christine Crawley
Christine Crawley (Wicklow, 9 gennaio 1950) è una politica britannica.
In qualità di eurodeputata ha fatto parte della commissione per le libertà pubbliche e gli affari interni (1994- 1997), della commissione per i diritti della donna (1994 -1997), della delegazione alla commissione parlamentare mista UE-Malta (1994- 1997) e della commissione per le libertà pubbliche e gli affari interni (1997- 1999).
È membro del partito laburista del parlamento nazionale inglese.